# Polski Kontyngent Wojskowy w Turcji (2020)
Polski Kontyngent Wojskowy w ramach Dostosowanych Środków Wzmocnienia Organizacji Traktatu Północnoatlantyckiego dla Turcji, na terytorium Turcji, wschodnim akwenie Morza Śródziemnego oraz Morzu Czarnym – wydzielony komponent Sił Zbrojnych RP, przeznaczony do udziału w działaniach rozpoznawczych na rzecz sił sojuszniczych i tureckich od 2021 roku.

## Historia
W 2011 rozpoczęła się wojna domowa w Syrii. Ze względu na walk toczące się w pobliżu granicy syryjsko-tureckiej w 2015 państwa NATO podjęły decyzję o uruchomieniu 
Dostosowanych Środków Wzmocnienia Organizacji Traktatu Północnoatlantyckiego dla Turcji (Tailored Assurance Measures for Turkey, TAMT), rozszerzających dotychczasowe środki wzmocnienia z 2014 W ramach TAMT prowadzone są m.in. działania rozpoznawcze, patrolowe i wywiadowcze z udziałem lotnictwa.
W 2020 rząd w Ankarze wystosował apel o pomoc do sojuszników z NATO o wsparcie wobec pogarszającej się sytuacji na granicy syryjsko-tureckiej. Na podstawie postanowienia Prezydenta RP z 14 września 2020 do udziału w TAMT skierowany został Polski Kontyngent Wojskowy w sile do 80 żołnierzy i pracowników wojska oraz samolot patrolowo-rozpoznawczy M28B R1 Bryza.
Pierwsza grupa logistyków przygotowujących infrastrukturę pod przyjęcie kontyngentu w tureckiej bazie lotniczej İncirlik rozpoczęła prace 18 marca 2021. Już 8 kwietnia z Polski wyleciała reszta personelu Narodowego Elementu Wsparcia logistycznego ze sprzętem. Główne siły kontyngentu, czyli zespół lotniczy z samolotem M28B R1 Bryza oficjalnie pożegnano 21 kwietnia.
Realizację zadań rozpoczęto 8 maja 2021. Polegają one na:
- rozpoznaniu lotniczym – pozyskiwaniu i wymianie informacji z jednostkami sojuszniczymi,
- wsparcie zespołów morskich NATO we wschodniej części akwenu Morza Śródziemnego i na Morzu Czarnym[4].

Kontyngent był zbliżony do PKW na Sycylii pod względem liczebności i zadań, który posiada samolot M28B R1 Bryza.
W lutym 2023 roku działania kontyngentu były tymczasowo zawieszone po trzęsieniu ziemi w Turcji w wyniku których część żołnierzy dołączyła do akcji ratunkowej wspierając ratowników w akcji pomocy humanitarnej i pomagając osobom poszkodowanym w wyniku kataklizmu.
Wraz z nadejściem VIII zmiany rozpoczęto zmiany organizacyjne kontyngentu wysyłając 17 stycznia jednostkę 12 Bazy Bezzałogowych Statków Powietrznych wyposażoną w kilka dronów Bayraktar TB2, która przejęła zadania Brygady Lotniczej Marynarki Wojennej z jedynym samolotem M28B R1 Bryza, która wróciła do kraju 30 stycznia 2025 roku.

## Struktura organizacyjna
Struktura PKW Turcja w latach 2021–2025 do VII zmiany:
- Dowództwo PKW
  - zespół lotniczy BL MW – M28B R1 Bryza
  - Narodowy Element Wsparcia (10 BLog)

Struktura PKW Turcja od VIII zmiany:
- Dowództwo PKW
  - zestaw dronów 12 BBSP – TB2
  - Narodowy Element Wsparcia (10 BLog)

Czas trwania, dowódcy, jednostka wystawiająca oraz liczebność poszczególnych zmian: 
| Zmiana | Początek   | Koniec     | Dowódca                           | Wystawiająca | Liczebność |
| ------ | ---------- | ---------- | --------------------------------- | ------------ | ---------- |
| I      | 08.05.2021 | 11.11.2021 | kmdr por. Cezary Kurkowski        | BL MW        | do 80      |
| II     | 11.11.2021 | 27.05.2022 | kmdr por. pil. Sebastian Rak      | BL MW        | do 80      |
| III    | 27.05.2022 | 01.12.2022 | kmdr ppor. pil. Tomasz Kozłowski  | BL MW        | do 80      |
| IV     | 01.12.2022 | 01.06.2023 | kmdr ppor. pil. Robert Nowakowski | BL MW        | do 80      |
| V      | 01.06.2023 | 30.11.2023 | kmdr ppor. pil. Tomasz Kozłowski  | BL MW        | do 80      |
| VI     | 30.11.2023 | 09.07.2024 | kmdr ppor. pil. Robert Nowakowski | BL MW        | do 80      |
| VII    | 09.07.2024 | 18.01.2025 | kmdr por. pil. Mariusz Konopka    | BL MW        | do 80      |
| VIII   | 17.01.2025 |            | nieznany                          | 12 BBSP      | do 80      |

## Odznaczenia za udział w kontyngencie

Baretka medalu pamiątkowego VI zmiany PKW Turcja (2023–2024)